# Levi (Finland)
 For alternative betydninger, se Levi (flertydig). (Se også artikler, som begynder med Levi)
Levi er et fjeld og vintersportssted beliggende i Kittilä Kommune i finsk Lappland. Det Internationale Skiforbund (FIS) har siden 2004, med få undtagelser, hvert år afviklet én afdeling i World Cuppen i slalom.